# Braquage à l'espagnole

Braquage à l'espagnole (Art Heist) est un téléfilm américain réalisé par Bryan Goeres et diffusé en 2004.

## Synopsis
Une toile d'El Greco est volée ; l'agent du propriétaire, Sandra Walker, collabore avec la police pour chercher qui aurait pu commettre ce premier vol, qui devient le premier d'une série. Revenue en Espagne, Sandra retrouve un amour de jeunesse, expert aussi en peinture. Ces retrouvailles sont très liées à toute l'affaire des vols.

## Fiche technique
- Titre original : Art Heist
- Réalisation : Bryan Goeres
- Scénario : Diane Fine et Evan Spiliotopoulos
- Photographie : Jacques Haitkin
- Musique : Sean Murray
- Pays :  États-Unis
- Durée : 95 min

## Distribution
- William Baldwin : Bruce Walker
- Ellen Pompeo : Sandra Walker
- Simón Andreu : Maximov
- Ed Lauter : Victor Boyd
- Abel Folk : Daniel Marin
- Andrés Herrera : Fernando
- Damià Plensa : César
- Roger Delmont : Héctor
- Diego Martín : Josep
- Madison Goeres : Alison Walker